# Züssow (stacja kolejowa)
Züssow – stacja kolejowa w Züssow, w kraju związkowym Meklemburgia-Pomorze Przednie, w Niemczech. Znajdują się tu 2 perony.

## Historia
Stacja została otwarta 1 listopada 1863 roku wraz z oddaniem do użytku odcinka linii kolejowej pomiędzy Anklamem a Stralsund oraz odgałęzieniem do Wolgastu. Budynek dworca został zaprojektowany jako stacja przesiadkowa z większym ruchem niż na normalnych stacjach tranzytowych. Ponadto wybudowano stodołę dla koni dla miejscowej szlachty.
Wraz z otwarciem kolejki wąskotorowej z Greifswaldu do Jarmen pod koniec XIX wieku uruchomiono kolejne połączenia kolejowe. 30 kwietnia 1945 roku kolejka przestała wozić towary, a tory rozebrano w ramach reparacji wojennych.
Po roku 2000 peron przystacyjny zamknięto i wybudowano peron wyspowy pomiędzy torami.

## Połączenia
Na stacji zatrzymują się pociągi wszystkich kategorii. Pociągi Regional-Express obsługiwane przez przewoźnika DB Regio Nordost kursują w takcie dwugodzinnym, a pociągi UBB w takcie godzinnym. Ponadto w Züssow zatrzymują się pociągi IC kursujące na linii Stralsund-Berlin, a także jedna para kursująca w sezonie pomiędzy Zagłębiem Ruhry a Seebad Heringsdorf. Züssow jest najmniejszym miastem w Niemczech, w którym zatrzymują się pociągi kategorii ICE.
| Linia  | Przewoźnik       | Przebieg |
| ------ | ---------------- | --- |
| ICE 28 | DB Fernverkehr   | (Ostseebad Binz –) Stralsund Hbf – Züssow – Angermünde – Eberswalde Hbf – Berlin-Gesundbrunnen – Berlin Hbf – Halle (Saale) Hbf – Naumburg (Saale) Hbf – Jena Paradies – Nürnberg Hbf – Ingolstadt Hbf – München Hbf (– Garmisch-Partenkirchen – Innsbruck Hbf) |
| EC 27  | DB Fernverkehr   | Ostseebad Binz – Bergen auf Rügen– Stralsund Hbf – Züssow – Berlin-Gesundbrunnen – Berlin Hbf – Berlin Südkreuz – Dresden Hbf – Bad Schandau – Decin hl.n. – Usti nad Labem hl.n. – Praha-Holešovice – Praha hl.n. – Kolin – Pardubice hl.n. – Brno hl.n. |
| IC 32  | DB Fernverkehr   | Köln Hbf – Düsseldorf Hbf – Duisburg Hbf – Essen Hbf – Bochum Hbf – Dortmund Hbf – Bielefeld Hbf – Hannover Hbf – Wolfsburg Hbf – Berlin-Spandau – Berlin-Gesundbrunnen – Prenzlau – Züssow (/ – Stralsund Hbf – Binz) – Wolgast (– Zinnowitz – Seebad Heringsdorf) |
| IC 50  | DB Fernverkehr   | Ostseebad Binz – Bergen auf Rügen – Stralsund Hbf – Greifswald – Züssow – Anklam – Pasewalk – Prenzlau – Berlin-Gesundbrunnen – Berlin Hbf – Berlin Südkreuz – Lutherstadt Wittenberg – Bitterfeld – Halle (Saale) Hbf –Weißenfels – Naumburg (Saale) Hbf – Weimar – Erfurt Hbf – Gotha – Eisenach – Fulda – Frankfurt (Main) Südbahnhof – Frankfurt (Main) Flughafen Fernbahnhof |
| RE 3   | DB Regio Nordost | Stralsund Hbf – Greifswald – Züssow – Anklam – Pasewalk – Prenzlau – Angermünde – Eberswalde Hbf – Bernau (b Berlin) – Berlin-Gesundbrunnen – Berlin Hbf – Berlin Südkreuz – Zossen – Doberlug-Kirchhain – Elsterwerda |
| UBB    | UBB              | Stralsund Hbf – Greifswald – Züssow – Wolgast – Zinnowitz – Seebad Heringsdorf – Świnoujście Centrum |